# Álmodozások kora
Álmodozások kora es una película de drama húngaro de 1965 dirigida por István Szabó. Fue su primer largometraje como director.

## Reparto
- András Bálint como Jancsi
- Ilona Béres como Halk Éva
- Judit Halász como Habgab
- Kati Sólyom como Anni
- Cecília Esztergályos como Ági
- Béla Asztalos como Laci
- Tamás Eröss como Matyi
- László Murányi como Gergely
- István Dékány como Füsi
- István Bujtor como Ági fiúja
- Klára Falvay
- Miklós Gábor como Flesch